# Hutchinson megye (Dél-Dakota)
Hutchinson megye az Amerikai Egyesült Államokban, azon belül Dél-Dakota államban található. Megyeszékhelye Olivet, legnagyobb városa Parkston. Lakosainak száma 7427 fő (2020. április 1.). Hutchinson megye Hanson, McCook, Turner, Yankton, Bon Homme, Charles Mix, Douglas és Davison megyékkel határos.

## Népesség
A megye népességének változása:
| Lakosok száma | 7335 | 7191 | 7201 | 7145 | 7301 | 7427 |
|               | 2010 | 2011 | 2012 | 2013 | 2015 | 2020 |